# Al-Qa'im (Abbasside du Caire)
Pour les articles homonymes, voir Al-Qaim.
Abû al-Baqâ' Hamza al-Qâ'im bi-Amr Allah ou 
Al-Qâ'im (? -1459) est un calife abbasside au Caire de 1451 à 1455.

## Biographie
Hamza al-Qâ'im bi-Amr Allah est quatrième fils de Muhammad al-Mutawakkil Ier à régner comme calife. Il succède à son frère Al-Mustakfî II décédé en 1451. Son règne début sous le sultan mamelouk burjite Jaqmaq.
Pendant son règne deux sultans burjites se succèdent au Caire :
- `Uthman, fils de Jaqmaq un mois en 1453. `Uthman est déposé avec l'accord du calife[3].
- Inal quelques mois après.

Cependant l'évènement essentiel de cette période c'est la prise de Constantinople par le sultan ottoman Mehmet II le 29 mai 1453 qui consacre la suprématie des Ottomans.
Hamza al-Qâ'im bi-Amr Allah est démis de ses fonctions en 1455 et remplacé par son frère Yûsuf al-Mustanjid. Il meurt en 1459.